# Cheng (程)
Cheng 程 is een Chinese achternaam en staat op de 133e plaats van de Baijiaxing. Bij de telling in 2006 kwam deze naam op de 33e plaats te staan van meest voorkomende achternamen in Volksrepubliek China. Deze naam moet men niet verwarren met Cheng (成). Cheng is ook de Standaardkantonese HK-romanisatie van de Chinese achternaam Zheng (鄭).

## Nederland
De Nederlandse Familienamenbank geeft de volgende statistieken weer:
| familienaam | aantal in 1947 | aantal in 2007 |
| ----------- | -------------- | -------------- |
| Cheng       | 11             | 756            |
| Tsing       | 0              | <5             |
|             | totaal: 11     | totaal: 761    |

## Bekende personen met de achternaam 程
- Cheng Yaojin 程咬金
- Cheng Yanqiu
- Cheng Fei
- François Cheng
- Cheng Siyuan 程思远
- Cheng Weiyuan 程伟元
- Lin Dai/Cheng Yueru
- Cheng Chien
- Tsing Man-Yee 程文意
- Cheng Jianren 程建人
- Ch'eng Mao-yün
- Cheng Qianfan 程千帆
- Cheng Pu
- Cheng Yin